# Praktbetonika
Praktbetonika (Stachys macrantha) är en art i familjen kransblommiga växter som förekommer naturligt i Turkiet, Kaukasus och norra Iran. Den odlas som trädgårdsväxt i Sverige.

## Synonymer
- Betonica grandiflora (Willd.) Benth.
- Betonica macrantha K.Koch
- Stachys grandiflora (Willd.) Benth.

### Webbkällor
- Svensk Kulturväxtdatabas
- Wikimedia Commons har media som rör Praktbetonika.